# Ишимбай в филателии

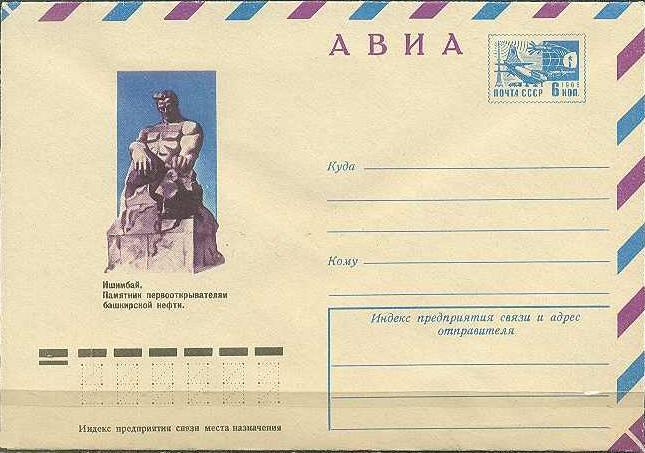
Художественный маркированный конверт (ХМК) СССР (1975): Город Ишимбай. Памятник первооткрывателям башкирской нефти

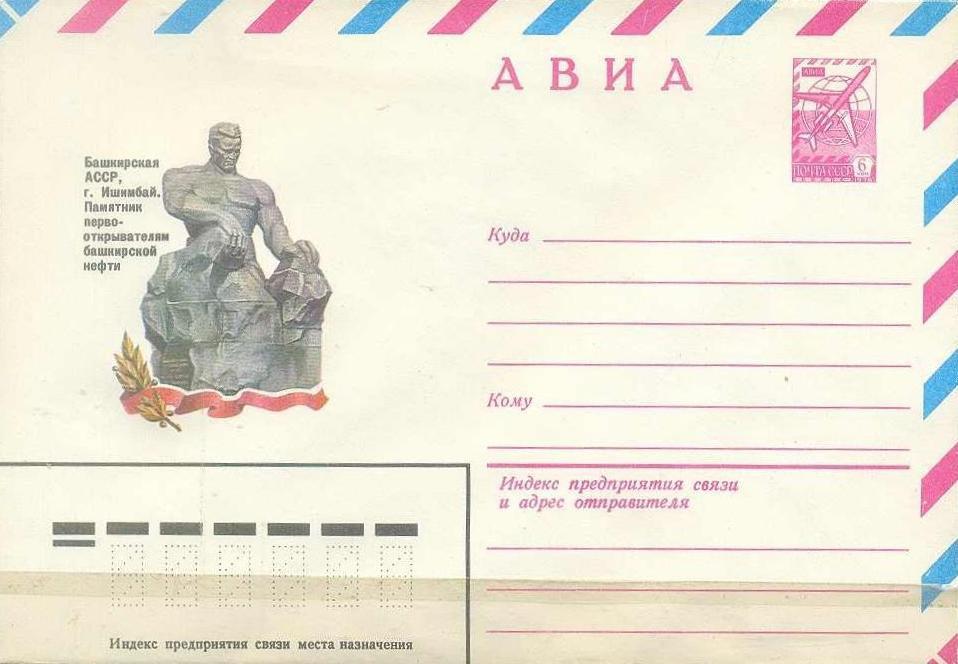
ХМК СССР (1981): Город Ишимбай. Памятник первооткрывателям башкирской нефти

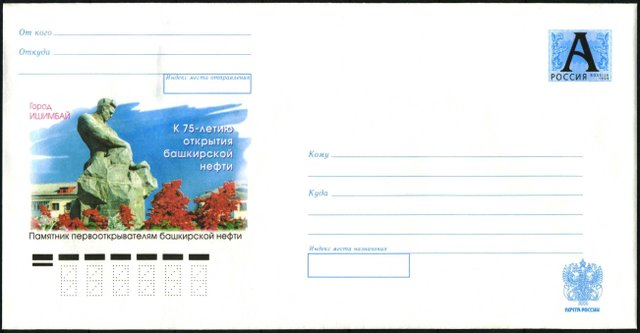
ХМК России (2007): Город Ишимбай. К 75-летию открытия башкирской нефти

Ишимбай в филателии — совокупность филателистических материалов (знаков почтовой оплаты, штемпелей и прочего), посвящённых городу Ишимбаю, людям, связанным с ним, а также писем военных лет, направленных ишимбайцами, и др. Представляет интерес для коллекционеров по тематике «Нефть», «Башкортостан» и др.

## История ишимбайской почты
До революции почтовый тракт проходил через деревню Байгузино (сейчас в 1 км от границ Ишимбая) и далее к Стерлитамаку.
В рабочем посёлке Ишимбае почту привозили на железнодорожную станцию Ишимбаево, через реку Белую переправляли на лодке, пароме.
В 1940 году, в момент присвоения Ишимбаю статуса города, действовали городские отделения связи в микрорайонах Перегонном и Старом Ишимбае.
Писем этого времени с соответствующей маркировкой не обнаружено.
С 25 декабря 2012 года по 3 января 2013 года в Уфе, Ишимбае, Туймазах и Белебее прошло недельное мероприятие гашения марок письменной корреспонденции специальным штемпелем «С Новым годом!».

## Почтовые конверты
В 1973 году выпущен первый художественный маркированный конверт (ХМК) с соответствующими рисунком и текстом, который информировал граждан Советского Союза, что «Башкирская АССР занимает третье место в СССР по добыче нефти».
Монумент первооткрывателям башкирской нефти изображался на маркированных и немаркированном конвертах в 1975, 1981 и 2000 годах, а также в 2007 году. Сюжеты с памятниками в Ишимбае, как и другие сюжеты почтовых конвертов на башкирскую тематику, предложил Яков Иосифович Гельблу.
В 1980 году в Башкирии добыли один миллиард тонн нефти. Это событие в том же году было зафиксировано на маркированном конверте.
Знаменитая скважина № 702 около деревни Ишимбаево, где в 1932 году ударил первый фонтан «чёрного золота», в 1982 году показана на конверте к 50-летию башкирской нефти. Семидесятилетие добычи нефти было отражено на маркированном конверте в 2002 году.
В 2007 году в почтовых отделениях появился ХМК «К 75-летию открытия башкирской нефти». На фотографии, предоставленной администрацией города Ишимбая Издательско-торговому центру «Марка», ярко и празднично изображён монумент первооткрывателям «чёрного золота».
Летом 2011 года вышли два конверта, посвящённые основателям добычи ишимбайской нефти, автором которых является художник Х. Бетрединова.
27 июня появился конверт, посвящённый Андрею Алексеевичу Трофимуку, а 27 июля — конверт, посвящённый Губкину Ивану Михайловичу. Номера этих двух конвертов по каталогу — соответственно 2011—130 и 2011—152.